# Альхимович, Николай Васильевич
Николай Васильевич Альхимович (ум. 1986) — советский учёный и изобретатель в области аэродинамики, лауреат Сталинской премии (1949).

## Биография
В 1929—1986 гг. работал в ЦАГИ: инженер, старший инженер, старший научный сотрудник.
В 1945 г. вместе с Л. С. Поповым предложил способ плавающей подвески модели, позволивший более точно исследовать флаттер с учётом взаимодействия всех элементов конструкции самолёта. Вместе с ним же разработал метод экспериментальных исследований динамически подобных моделей в аэродинамических трубах.

## Сочинения
- Моделирование флаттера самолёта в аэродинамических трубах / Н. В. Альхимович, Л. С. Попов. — Москва: Бюро новой техники, 1947. — 35 с. : ил.; 30 см. — (Труды / М-во авиац. пром-сти Союза ССР. Центр. аэрогидродинам. ин-т им. проф. Н. Е. Жуковского; № 623).
- Альхимович Н. В., Пархомовский Л. С., Попов Л.C. О флаттере крыла при большой дозвуковой скорости полета. Труды ЦАГИ, 1948.
- Альхимович Н. В., Попов Л.C. Моделирование флаттера самолёта в аэродинамических трубах. Труды ЦАГИ, 1947.

## Награды и звания
Сталинская премия 1949 года в составе коллектива: Пархомовский, Яков Моисеевич, Альхимович, Николай Васильевич, Попов, Лев Сергеевич, н. с. ЦАГИ имени Н. Е. Жуковского, — за теоретические и экспериментальные исследования в области механики (1948).
Награждён орденом «Знак Почёта» (16.09.1945).